# Kotonowaka Terumasa
Kotonowaka Terumasa (jap. 琴ノ若 晴將; * 15. Mai 1968 in Obanazawa, Präfektur Yamagata als Kamatani Mitsuya (鎌谷 満也)) ist ein ehemaliger japanischer Sumōringer.
Kotonowaka begann seine Karriere im Mai 1984, zunächst nannte er sich noch Konno Mitsuya (今野 満也), ab Juli Kotokonno Mitsuya (琴今野 満也), ab März 1988 Kotonowaka Mitsuya (琴の若 實哉) – mit Änderung der Schreibweise seines Vornamens –, im September 1998 Kotonowaka Masakatsu (琴乃若 將勝) und schließlich ab Juli 1999 Kotonowaka Terumasa.
Er stieg 1990 in die Jūryō-Division auf und gehörte seit 1991 ununterbrochen der Makuuchi-Division an. Er konnte mehrmals in die Sanyaku-Ränge vorstoßen – sein höchster jemals erreichter Rang war 1999 Sekiwake – gehörte aber die meiste Zeit seiner 15-jährigen Zugehörigkeit zur Makuuchi zum festen Inventar der Maegashira-Ränge.
Kotonowaka war bekannt für seinen stark auf Kontertechniken ausgerichteten Stil, durch den seine Kämpfe oft relativ lang gerieten. Auf diesen Umstand spielt sein Spitzname „Mr. Ippun“ („Herr Eine-Minute“) an.
Zwar konnte Kotonowaka niemals ein Turnier gewinnen, aber immerhin siegte er achtmal gegen Yokozuna und erhielt im Lauf seiner Karriere fünf Preise für Kampfgeist und zwei für die beste Leistung in einem Turnier.
Während des Novemberturniers 2005 gab Kotonowaka, der zu diesem Zeitpunkt der mit Abstand älteste Kämpfer seiner Klasse war, seinen Rücktritt bekannt. Er übernahm sofort als Stallmeister (Oyakata) als Sadogatake Mitsumune (佐渡ヶ嶽 満宗) die Geschicke seines alten Ringerstalls Sadogatake-beya. Die Voraussetzungen dafür hatte er durch seine Heirat mit der Tochter seines Vorgängers, des 53. Yokozuna Kotozakura, geschaffen.